# Kielzog

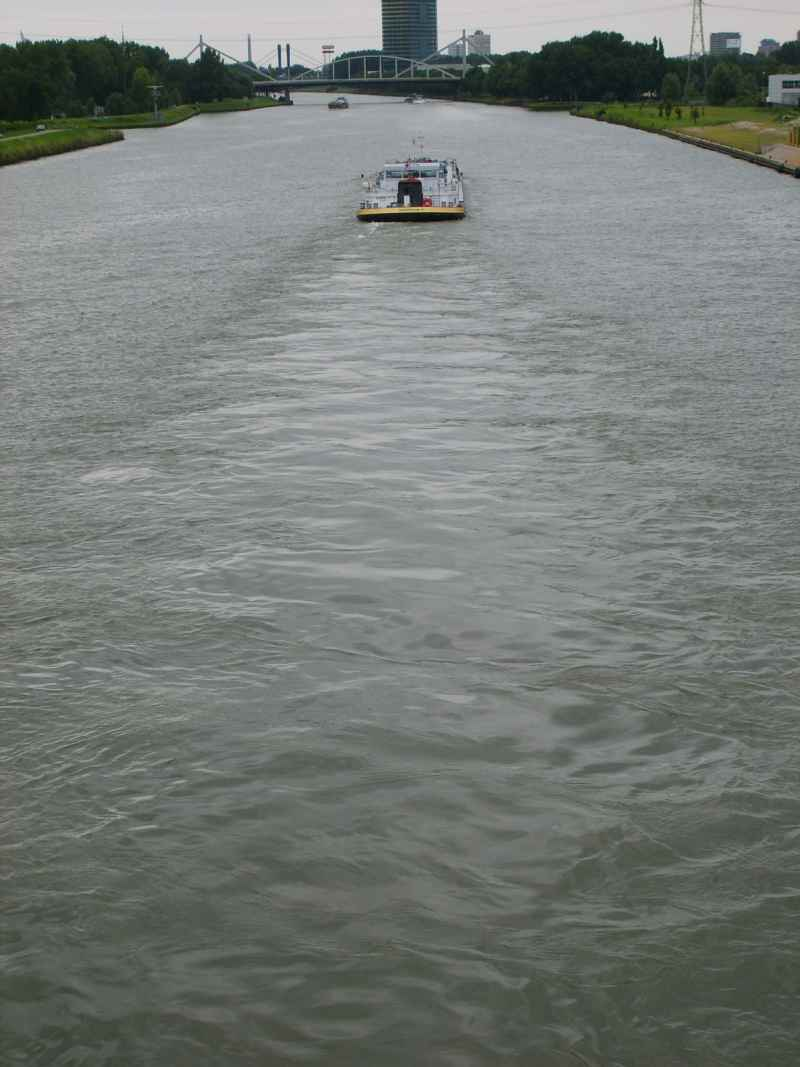
Het kielzog achter een schip. Omdat het schip diep geladen is bevindt de schroef zich ver onder water.

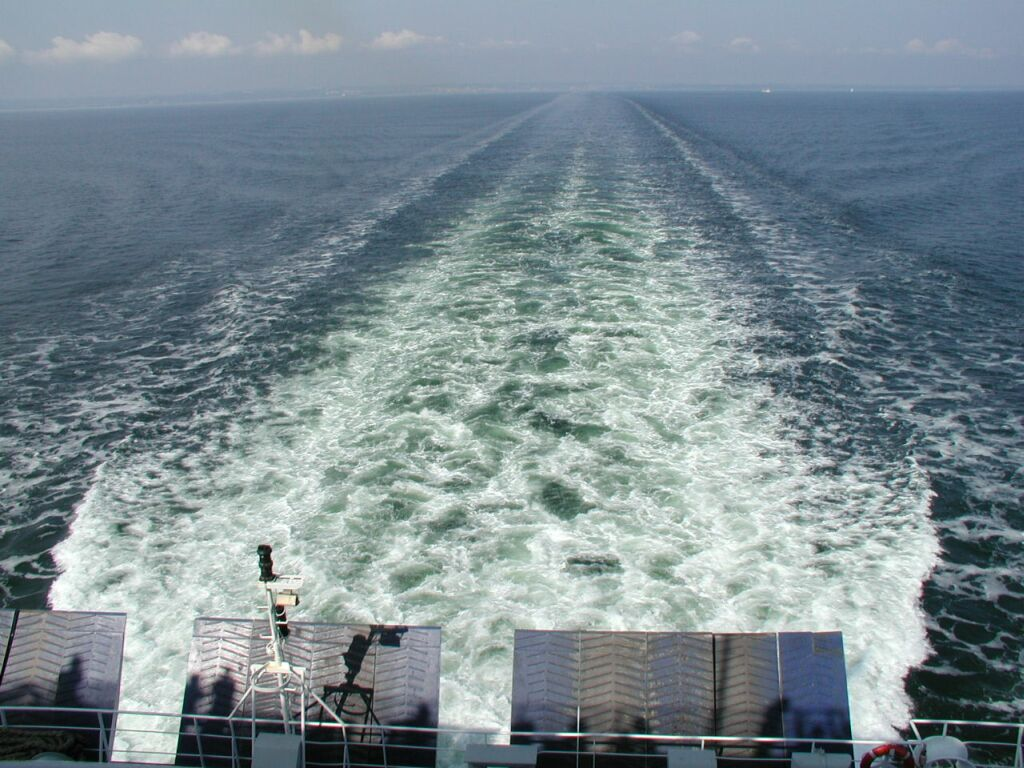
Kielzog achter een snelle veerboot

Het kielzog of kielwater is het turbulente gebied in het water achter een schip. Een zich voorwaarts bewegende scheepsromp drukt water opzij, dat achter de romp weer samen komt. Bij gebruik van een schroef wordt er extra turbulentie aan toegevoegd.
Zog en schroefstraal zijn dezelfde verschijnselen. Een schroefstraal is de sterke waterstraal die de schroef creëert en die een snelheid heeft ten opzichte van het omringende water terwijl het schip vrij stil ligt. Bij een zog vaart het schip en heeft het water achter het schip een ten opzichte van het omringende water een lage snelheid, maar wel een hoge turbulentie. Een schroefstraal is vrij kort, orde een tiental meters, een zog is vrij lang, orde enkele honderden meters. Schroefstralen zijn met name van belang voor het bepalen van belasting op oevers en de bodem. Het effect van een zog op oevers en bodem is vrij klein. 
In het kielzog gaat energie verloren, die opgebracht is door het voortstuwingssysteem van het schip. Een wild kielzog is een indicatie voor relatief veel energieverlies. Het rendement van scheepsromp en voortstuwing krijgt de laatste decennia meer aandacht door de stijgende energieprijzen en de aandacht voor het milieu.
Bij een varend schip ontstaat door huidwrijving en scheepsvorm een volgstroom die voorwaartse snelheid krijgt. In het vlak van de schroef ontstaat daardoor een lagere snelheid dan de vaart van het schip.
Bij constante snelheid zouden de stuwkracht T of de scheepsweerstand Rt met elkaar in evenwicht moeten zijn. De werking van de schroef veroorzaakt ter plaatse echter een hogere snelheid, wat zorgt voor een hogere wrijvingsweerstand en drukverlaging bij het achterschip. Deze weerstandsverhoging dR ten opzichte van de stuwkracht en de scheepsweerstand is het zoggetal t:
{\displaystyle t={\frac {dR}{T}}={\frac {T-R_{t}}{T}}}
Met onder andere het zoggetal wordt de voortstuwingscoëfficiënt bepaald.
Een benaderingsformule van Karl E. Schoenherr is:
| voor enkelschroevers: voor dubbelschroevers: | {\displaystyle t=k\cdot w} {\displaystyle t=0,25\cdot w+0,14} (met asbroeken) {\displaystyle t=0,70\cdot w+0,06} (met asuithouders) |

waarbij w het volgstroomgetal is volgens Taylor en k 0,5 met slank roer en 0,7 met dik roer